# Isla Patricio Lynch
Isla Patricio Lynch är en ö i Chile.   Den ligger i regionen Región de Aisén, i den södra delen av landet, 1 700 km söder om huvudstaden Santiago de Chile. Arean är 561 kvadratkilometer.
Terrängen på Isla Patricio Lynch är kuperad. Öns högsta punkt är 807 meter över havet. Den sträcker sig 40,7 kilometer i nord-sydlig riktning, och 28,5 kilometer i öst-västlig riktning.
I omgivningarna runt Isla Patricio Lynch växer i huvudsak barrskog. Trakten runt Isla Patricio Lynch är nära nog obefolkad, med mindre än två invånare per kvadratkilometer.